# Tvärån, Älvsbyns kommun
Tvärån är en småort i Älvsbyns kommun, Norrbottens län. Orten ligger i Älvsby socken, vid Borgforsälven, som även kallas just Tvärån och givit byn dess namn.

## Befolkningsutveckling
| Befolkningsutvecklingen i Tvärån 1960–2015                       | Befolkningsutvecklingen i Tvärån 1960–2015 | Befolkningsutvecklingen i Tvärån 1960–2015 | Befolkningsutvecklingen i Tvärån 1960–2015 | Befolkningsutvecklingen i Tvärån 1960–2015 |
| ---------------------------------------------------------------- | ------------------------------------------ | ------------------------------------------ | ------------------------------------------ | ------------------------------------------ |
|                                                                  |                                            |                                            |                                            |                                            |
| År                                                               |                                            |                                            | Folkmängd                                  | Areal (ha)                                 |
| 1960                                                             | 1960                                       |                                            | 178                                        | ¤                                          |
| 1990                                                             | 1990                                       |                                            | 139                                        | 26#                                        |
| 1995                                                             | 1995                                       |                                            | 131                                        | 37#                                        |
| 2000                                                             | 2000                                       |                                            | 132                                        | 37#                                        |
| 2005                                                             | 2005                                       |                                            | 108                                        | 38#                                        |
| 2010                                                             | 2010                                       |                                            | 114                                        | 38#                                        |
| 2015                                                             | 2015                                       |                                            | 106                                        | 40#                                        |
| Anm.: ¤ Som tätortsbebyggelse med 150-199 invånare # Som småort. |                                            |                                            |                                            |                                            |